# Aranuka Airport
Aranuka Airport är en flygplats i Kiribati.   Den ligger i örådet Aranuka och ögruppen Gilbertöarna, i den sydöstra delen av landet, 150 km sydost om huvudstaden Tarawa. Aranuka Airport ligger 13 meter över havet. Den ligger på ön Buariki.
Terrängen runt Aranuka Airport är mycket platt.  Närmaste större samhälle är Buariki Village, 0,95 km söder om Aranuka Airport. 